# Landdag (Liechtenstein)
De Landtag (officieel: Der Landtag des Fürstentums Liechtenstein) is het parlement van Liechtenstein. Het heeft 25 leden die voor vier jaar verkozen worden. De huidige voorzitter (Landtagspräsident) is Albert Frick (Fortschrittliche Bürgerpartei - FBP).
In 2021 kwam de uitslag van de verkiezing in het nieuws omdat de twee grootste partijen, VU en FBP, bij de verkiezingsuitslag slechts 23 stemmen uit elkaar lagen.

## Verkiezingsuitslagen
| Partij                              | Zetels 2021 | Zetels 2017 | Zetels 2013 | Zetels 2009 |
| ----------------------------------- | ----------- | ----------- | ----------- | ----------- |
| Vaterländische Union (VU)           | 10          | 8           | 8           | 13          |
| Fortschrittliche Bürgerpartei (FBP) | 10          | 9           | 10          | 11          |
| Freie Liste (FL)                    | 3           | 3           | 3           | 1           |
| Demokraten pro Liechtenstein (DpL)  | 2           | -           | -           | -           |
| Die Unabhängigen (DU)               | 0           | 5           | 4           | -           |

Bron: Landtagswahlen